# 鷹野常雄
鷹野 常雄（たかの つねお）は、漫画原作者。
2007年「週刊少年ジャンプ」にて連載された『BLUE DRAGON ラルΩグラド』の原作を担当。

## 人物
『ラルΩグラド』の作画担当・小畑健の前作『DEATH NOTE』の原作を担当した大場つぐみ同様に、詳細なプロフィールが不明な点から「ベテラン漫画家や有名小説家の別名、たとえば、ガモウひろしや大場つぐみと同一人物なのでは」等の推測が一部でなされたことがある。
ジャンプ巻末のコメントでは、口を尖らし、四角眼鏡と七三分けの髪型の似顔絵が描かれており、単行本3巻の作者コメント欄で「似顔絵は似ている」と語っている。
『週刊少年ジャンプ』2007年32号で連載が終了するも、詳細なプロフィールは明かされなかった。

## 作品
- BLUE DRAGON ラルΩグラド（2006–2007年連載、週刊少年ジャンプ、作画：小畑健）